# Necolio croceus
Necolio croceus är en stekelart som beskrevs av Pisica 1986. Necolio croceus ingår i släktet Necolio och familjen brokparasitsteklar. Inga underarter finns listade i Catalogue of Life.